# Ace Attorney (аниме)
Ace Attorney, известный в Японии как Gyakuten Saiban: Sono «Shinjitsu», Igiari! (яп. 逆転裁判 ～その「真実」、異議あり！～, дословно — «Переворотный суд. Я протестую против этой „истины“!») — аниме-сериал, основанный на одноимённой серии игр Capcom и созданный A-1 Pictures. Режиссёром выступил Аюму Ватанабэ, сценарий написал Ацухиро Томиока совместно с одним из создателей Ace Attorney Сю Такуми, занимавшимся контролем сценария.
Первый сезон, адаптировавший первые две игры серии — Phoenix Wright: Ace Attorney и Justice for All, транслировался в Японии с апреля по сентябрь 2016 года, в тоже время его также транслировал Crunchyroll. Второй сезон, адаптировавший третью игру — Trials and Tribulations, был создан CloverWorks и транслировался с октября 2018 года по март 2019 года.
В 2016—2017 годах по мотивам аниме выпускалась манга.

## Синопсис
Сюжет основан на первых трёх играх серии Ace Attorney. Первый сезон адаптирует первые две игры серии Phoenix Wright: Ace Attorney и Justice for All, при этом упуская пятое дело «Rise from the Ashes» из версии первой игры для DS и первое дело «The Lost Turnabout» из второй игры. Второй сезон, созданный CloverWorks, адаптирует третью игру серии Trials and Tribulations и пропущенное дело «The Lost Turnabout» из второй части, а также содержит несколько оригинальных историй.
История рассказывает об адвокате-новичке Фениксе Райте, собирающимся защищать невинных в суде под руководством своего наставника Мии Фей. После завершения первого дела Мию убивают, и Феникс вынужден защищать её младшую сестру Майю, обвинённую в убийстве. Майя оказывается медиумом, способным вызывать духи умерших. Фениксу удаётся доказать невиновность Майи, после чего они основывают адвокатское бюро Wright & Co и защищают своих клиентов в суде, часто вступая в конфликт с прокурорами, среди которых друг детства Феникса Майлз Эджворт.

## Производство и выпуск
Первоначальный анонс аниме-адаптации Ace Attorney состоялся во время Tokyo Game Show 2015 года. Производство было доверено студии A-1 Pictures, которая ранее создавала анимированные кат-сцены для Spirit of Justice. Режиссёром выступил Аюму Ватанабэ, за сценарий отвечал Ацухиро Томиока, за дизайн персонажей отвечали Кэйко Ота и Кодзи Ватанабэ. Один из создателей серии Сю Такуми также выступил супервайзером сценария. Созданием второго сезона занималась CloverWorks.
Аниме транслировалось в Японии на NNS со 2 апреля по сентябрь 2016 года, заменив Kindaichi Case Files R в таймслоте. В то же время аниме транслировал Crunchyroll с несколькими вариантами субтитров, включавших как оригинальные японские имена персонажей, так и локализованные английские. Второй сезон транслировался с 6 октября 2018 года по 30 марта 2019 года. 19 января 2019 года вышел одночасовой специальный эпизод, рассказывающий о студенческих годах Феникса и адвокатских начинаниях Мии.
Funimation занималась распространением сериала в Северной Америке и выпустила первые наборы Blu-ray и DVD 23 января 2018 года, также компания занялась английским дубляжом 2 сезона.

## Музыка
Песня из вступительной заставки первых 13 эпизодов 1 сезона — «Gyakuten Winner» (яп. 逆転 winner, «переворотный победитель») в исполнении Johnny’s West, закрывающая композиция — «Message» в исполнении Рэй Ясуды. С 14 эпизода вступительная тема меняется на «Jinsei wa Subarashii» (яп. 人生は素晴らしい дзинсэй ва субарасий, «Жизнь прекрасна») группы Johnny’s West, а заключительной песней становится «Jun’ai Chaos» (яп. 純愛カオス дзюнъай каосу, «Чистый любовный хаос») в исполнении Tokyo Performance Doll.
В первых 12 сериях второго сезона играет вступительная тема «Never Lose» в исполнении Томохисы Ямаситы, завершает их «Starting Blue» (яп. スターティングブルー сута:тингу буру:) halca. С 13 эпизода вступительная тема меняется на «Reason» Ямаситы, а заключительная — на «Beautiful Days» (яп. ビューティフルデイズ бю:тифуру дэйдзу) в исполнении Coalamode.

## Манга
С марта 2016 года по июль 2017 года Наоюки Кагэямой выпускалась манга по мотивам аниме в журнале V Jump. Она состоит из трёх томов.

## Отзывы
Джейкоб Чепмен на Anime News Network написал, что реакция публики на первый эпизод была «в лучшем случае сдержанной, а в худшем — возмущённой, что обычно характерно для радикально отличающихся от первоисточника адаптаций». Чепмен раскритиковал качество анимации, назвав её «нестандартной и минимальной для слайд-шоу, но по крайней мере смотрибельной», но положительно оценил точное соответствие оригиналу, но отметил, что были убраны посторонние шутки и детали. По его мнению адаптация пусть и делает всё возможное для точного воссоздания игры, у неё всё же не получается воспроизвести «удивительно мощное воздействие» игр и тонкости персонажей.
Анастасия Лукьянова раскритиковала аниме за «фарсовость происходящего», но оценила «неплохой сюжет и достаточно интересных, хоть и плосковатых персонажей». Она порекомендовала досмотреть аниме хотя бы до 4-й серии и после делать выводы.
Лаура Торнтон на Comic Book Resources написала, что хотя аниме прекрасно пересказывает историю Ace Attorney, оно упускает несколько ключевых компонентов, сделавших игры популярными, из-за чего его можно назвать просто хорошим, но не зрелищным.

## Комментарии
1. 1 2 3  Второй сезон был также создан A-1 Pictures, но в титрах указываются CloverWorks после их отделения от студии в октябре 2018 года.